# Gregory Stanton
Gregory H. Stanton é ex-professor de pesquisa em estudos e prevenção de genocídio na Universidade George Mason em Fairfax County, Virgínia, Estados Unidos. Ele é mais conhecido por seu trabalho na área de estudos de genocídio. Ele é o fundador e presidente do Genocide Watch, o fundador e diretor do Cambodian Genocide Project, e o presidente da Alliance Against Genocide. De 2007 a 2009 foi Presidente da Associação Internacional de Estudiosos do Genocídio.

## Publicações

### Artigos
- The Ten Stages of Genocide
- Other Articles de Dr. Gregory Stanton
- QAnon is a Nazi Cult Rebranded, de Gregory Stanton
- Emerging paradigms in Genocide Prevention (com Andrea Bartoli e Tetsushi Ogata)